# 4701 Мілані
4701 Мілані (4701 Milani) — астероїд головного поясу, відкритий 6 листопада 1986 року.
Тіссеранів параметр щодо Юпітера — 3,349.